# Landecker Berg bei Ransbach
Landecker Berg bei Ransbach este o arie protejată (arie specială de conservare — SAC, sit de importanță comunitară — SCI) din Germania întinsă pe o suprafață de 618,55 ha, integral pe uscat.

## Localizare
Centrul sitului Landecker Berg bei Ransbach este situat la coordonatele 50°50′04″N 9°53′24″E / 50.8344°N 9.89°E.

## Înființare
Situl Landecker Berg bei Ransbach a fost declarat sit de importanță comunitară în aprilie 1999 pentru a proteja 14 specii de animale. Situl a fost protejat și ca arie specială de conservare în martie 2008.

## Biodiversitate
Situată în ecoregiunea continentală, aria protejată conține 10 habitate naturale: Pajiști uscate seminaturale și facies de acoperire cu tufișuri pe substraturi calcaroase (Festuco-Brometalia) (* situri importante pentru orhidee), Pajiști cu Molinia pe soluri calcaroase, turboase sau argilos-nămoloase (Molinion caeruleae), Fânețe de joasă altitudine (Alopecurus pratensis, Sanguisorba officinalis), Izvoare petrifiante cu formare de travertin (Cratoneurion), Mlaștini alcaline, Pante stâncoase calcaroase cu vegetație casmofită, Peșteri inaccesibile publicului, Păduri de fag Asperulo-Fagetum, Păduri de fag din Europa Centrală dezvoltate pe sol calcaros cu Cephalanthero-Fagion, Păduri aluvionare cu Alnus glutinosa și Fraxinus excelsior (Alno-Padion, Alnion incanae, Salicion albae).
La baza desemnării sitului se află mai multe specii protejate:
- păsări (12): lăcar-de-mlaștină (Acrocephalus palustris), ciocârlie-de-câmp (Alauda arvensis), cuc (Cuculus canorus), ciocănitoarea de stejar (Dendrocopos medius), presură de stuf (Emberiza schoeniclus), sfrâncioc roșiatic (Lanius collurio), presură sură (Miliaria calandra), gaia roșie (Milvus milvus), ciocănitoare verzuie (Picus canus), silvie de câmp (Sylvia communis), sturz-cântător (Turdus philomelos), sturzul de vâsc (Turdus viscivorus)
- mamifere (2): liliac cu urechi mari (Myotis bechsteinii), liliac comun (Myotis myotis)

Pe lângă speciile protejate, pe teritoriul sitului au mai fost identificate 56 de specii de plante, 3 specii de păsări, 11 specii de nevertebrate, 1 specie de reptile.